# 山口県高等学校一覧
| 総数                | 72校（うち中等教育学校1校）・4分校 |
| 国立                | なし                               |
| 公立                | 50校（うち中等教育学校1校）・4分校 |
| 私立                | 22校                               |
| 教育委員会所在地    | 〒753-8501                         |
| 山口県山口市滝町1-1 |                                    |
| 公式サイト          | 山口県教育委員会                   |

山口県高等学校一覧（やまぐちけん こうとうがっこう いちらん）は、山口県の高等学校の一覧。なお、県内には国立の高等学校は存在しない。県内の中等教育学校、中高一貫教育校も含めて紹介する。
全日制課程の存在しない高等学校については、定時制は「○○高等学校｛定時制｝」通信制は「○○高等学校｛通信制｝」定時制・通信制共に存在する場合は、定時制表記で記載する。

## 公立高等学校
2016年度（平成28年度）入学選抜から、山口県内に保護者の住所があれば、自分の進路希望や能力・適性等に応じて県内の山口県立高校のすべての課程・学科から高校選択が可能となる全県1学区制となった。
2002年度（平成14年度）入学選抜から2015年度（平成27年度）入学選抜までは、山口県立高校の全日制普通科（体育コースを除く）は岩国、柳井、周南、防府、厚狭、下関、萩の7学区に分かれ、離島や山間部を除き志願可能な学校が指定されていた（2001年度・平成13年度入学選抜以前の26学区を再編）。全日制普通科の学区外からの入学者は入学定員の5%以内（コースクラスは30%以内、単位制高校は10%以内）と定められており、学区を越えた入学は例外的措置として扱われた。なお、普通科以外の学科（普通科体育コースを含む）や専門高校は居住地を問わず進学可能であった。近年は生徒数の減少などの影響もあって学区内での高校の統廃合や分校化、専門課程の整理などの再編が進んでおり、特にここ数年は毎年のように高校の形態・学科・定員ともに大きく変化している。
以下においては、便宜上2015年度入学選抜時点の学区別に記す。校名の後ろに「*」印がつく学校は、2008年以降の県立高校再編（統合または分校化）により新たに誕生した学校。

### 岩国地域（岩国学区）
（岩国市・玖珂郡）
- 山口県立岩国高等学校
  - 坂上分校*
- 山口県立岩国工業高等学校
- 山口県立岩国商業高等学校
  - 東分校｛定時制｝
- 山口県立岩国総合高等学校
- 山口県立高森高等学校 - 併設型中高一貫教育校

### 柳井地域（柳井学区）
（柳井市・熊毛郡・大島郡）
- 山口県立周防大島高等学校* - 連携型中高一貫教育校
- 山口県立柳井高等学校
- 山口県立柳井商工高等学校*
- 山口県立熊毛南高等学校
- 山口県立田布施農工高等学校*

### 周南地域（周南学区）
（周南市・下松市・光市）
- 山口県立光高等学校*
- 山口県立熊毛北高等学校
- 山口県立華陵高等学校
- 山口県立下松高等学校
- 山口県立下松工業高等学校
- 山口県立徳山高等学校
- 山口県立徳山商工高等学校*
- 山口県立新南陽高等学校
- 山口県立南陽工業高等学校

### 山口防府地域（山口防府学区）
（山口市・防府市・美祢市（旧美祢郡美東町・秋芳町区域））
- 山口県立防府高等学校
- 山口県立防府西高等学校
- 山口県立防府商工高等学校
- 山口県立西京高等学校
- 山口県立山口高等学校
- 山口県立山口中央高等学校
- 山口県立山口農業高等学校
- 山口県立山口松風館高等学校（午前、午後、夜間の3部制定時制高校）[2]

### 厚狭地域（厚狭学区）
（宇部市・山陽小野田市・美祢市（旧・美祢市区域））
- 山口県立宇部高等学校
- 山口県立宇部工業高等学校
- 山口県立宇部商業高等学校
- 山口県立宇部中央高等学校
- 山口県立宇部西高等学校
- 山口県立小野田高等学校
- 山口県立小野田工業高等学校
- 山口県立厚狭高等学校
- 山口県立厚狭明進高等学校*
- 山口県立美祢青嶺高等学校*

### 下関地域（下関学区）
（下関市）
- 山口県立下関北高等学校*
- 山口県立下関工科高等学校*
- 山口県立下関双葉高等学校｛定時制｝
- 山口県立下関西高等学校
- 山口県立下関南高等学校
- 山口県立長府高等学校
- 山口県立豊浦高等学校
- 山口県立田部高等学校
- 山口県立山口農業高等学校西市分校
- 下関商業高等学校（下関市立）

### 萩地域（萩学区）
（萩市・長門市・阿武郡阿武町）
- 山口県立大津緑洋高等学校*
- 山口県立萩高等学校
  - 奈古分校*
- 山口県立萩商工高等学校*

## 私立高等学校
- 高水高等学校（岩国市）
- 松陰高等学校（岩国市）
- 柳井学園高等学校（柳井市）
- 聖光高等学校（光市）
- 山口県桜ケ丘高等学校（周南市）
- 誠英高等学校（防府市・旧：三田尻女子高等学校）
- 高川学園高等学校（防府市・旧：多々良学園高等学校）
- 山口中村学園高等学校（山口市）
- 野田学園高等学校（山口市）
- 山口県鴻城高等学校（山口市）
- 宇部鴻城高等学校（宇部市）
- 宇部フロンティア大学付属香川高等学校（宇部市）
- 慶進高等学校（宇部市・旧：宇部女子高等学校、併設型中高一貫校）
- 精華学園高等学校（宇部市）{通信制}
- サビエル高等学校（山陽小野田市）
- 成進高等学校（美祢市・旧：美祢中央高等学校）
- 下関国際高等学校（下関市）
- 下関短期大学付属高等学校（下関市）
- 梅光学院高等学校（下関市）
- 早鞆高等学校（下関市）
- 長門高等学校（長門市）
- 萩光塩学院高等学校（萩市）

## 中等教育学校
- 山口県立下関中等教育学校